# Pseudoanthidium tenellum
Pseudoanthidium tenellum is een vliesvleugelig insect uit de familie Megachilidae. De wetenschappelijke naam van de soort is voor het eerst geldig gepubliceerd in 1881 door Mocsáry.